# Carl Leopold Lohmeyer
Carl Leopold Lohmeyer (ur. 3 sierpnia 1799 r. w Morągu, zm. 3 sierpnia 1873 r. we Wrocławiu) – niemiecki farmaceuta, autor pierwszego drukowanego przewodnika po Tatrach.

## Życiorys
Urodził się w Morągu jako syn kaznodziei. Zgodnie z decyzją rodziców został aptekarzem. Pracował jako pomocnik aptekarski w Legnicy, Wrocławiu, Hamburgu, Lesznie i Frankfurcie nad Odrą. Po ukończeniu studiów farmaceutycznych w Berlinie pracował jako pomocnik techniczny przy katedrach chemii i fizyki Uniwersytetu Wrocławskiego. W latach 1830–1856 prowadził własną aptekę w Nysie. W tym czasie interesował się również eksperymentami z elektrycznością. Posiadał własną pracownię, gdzie montował i udoskonalał różnego rodzaju urządzenia. Zafascynowany wykorzystaniem elektryczności do przesyłania informacji zamontował telegraf pomiędzy swoją apteką a domem przy rynku (1838). Był to prawdopodobnie pierwszy elektryczny telegraf na Śląsku i w Prusach.
Od młodości interesował się botaniką; w latach 1866-69 na zlecenie F. Cohna wykonał kilkaset, słynnych później, dydaktycznych modeli botanicznych.
Zachęcony lekturą książki Albrechta von Sydowa o Tatrach (Bemerkungen auf einer Reise im Jahre 1827 nach den Central-Karpathen, als Beitrag zur Characteristik dieser Gebirgsgegenden und ihrer Bewohner, Berlin, 1830), Lohmeyer zwiedził te góry w latach 1839 i 1841. Był w Dolinie Kościeliskiej, w Dolinie Rybiego Potoku (nad Morskim Okiem i Czarnym Stawem) oraz w Dolinie Pięciu Stawów Polskich. Następnie przez Jaworzynę i Przełęcz pod Kopą przedostał się do Kieżmarku. Po południowej stronie Tatr zwiedził doliny Przednich Koperszadów, Łomnicką, Zimnej Wody, dolne partie Doliny Staroleśnej oraz Dolinę Wielicką, w sierpniu 1841 r. wszedł na Łomnicę. Jego towarzyszami na tym szczycie byli trzej Ślązacy: Ferdinand Burkhardt, Carl Schneider i Josef Scholz, a prowadził ich znany przewodnik Jakob Lux ze Starej Leśnej. Sprawozdanie z tej wycieczki w Tatry Lohmeyer przedstawił na posiedzeniu Towarzystwa Naukowego Filomatów w Nysie ("Wissenschaftliche Gesellschaft Philomathie in Neisse") w 1841 r.
Pod anagramem swego nazwiska (jako Carl Reyemhol) Lohmeyer wydał w Nysie w 1842 r. opis swych podróży pt. Vierzehn Tage in den Central-Karpathen, ein Wegweiser nach einigen der interessantesten Partien des Tatra-Gebirges und der Liptauer Alpen. Niewielką tę książeczkę (80 stron formatu 18x10,5 cm), która zawiera też jedną z wcześniejszych map Tatr, uznaje się dziś za pierwszy drukowany przewodnik tatrzański.